# Alexandru Ottulescu
Alexandru Ottulescu (1881 - 1944) a fost guvernator al Băncii Naționale a României în perioada 1940- 1944. 